# Concert du nouvel an 2002 à Vienne
Le cconcert du nouvel an 2002 de l'orchestre philharmonique de Vienne, qui a lieu le 1er janvier 2002, est le 62e concert du nouvel an donné au Musikverein, à Vienne, en Autriche. Il est dirigé pour la première et unique fois par un chef d'orchestre japonais, Seiji Ozawa, et ceci sans baguette.
Johann Strauss II y est toujours le compositeur principal, mais son frère Josef le talonne avec huit pièces, et leur père Johann présente une œuvre en plus de sa célèbre Marche de Radetzky qui clôt le concert. Par ailleurs, Josef Hellmesberger II est de retour au programme après quatre ans.
Seules deux  pièces sur les dix-neuf au total sont jouées pour la première fois au concert du nouvel an.

## Programme

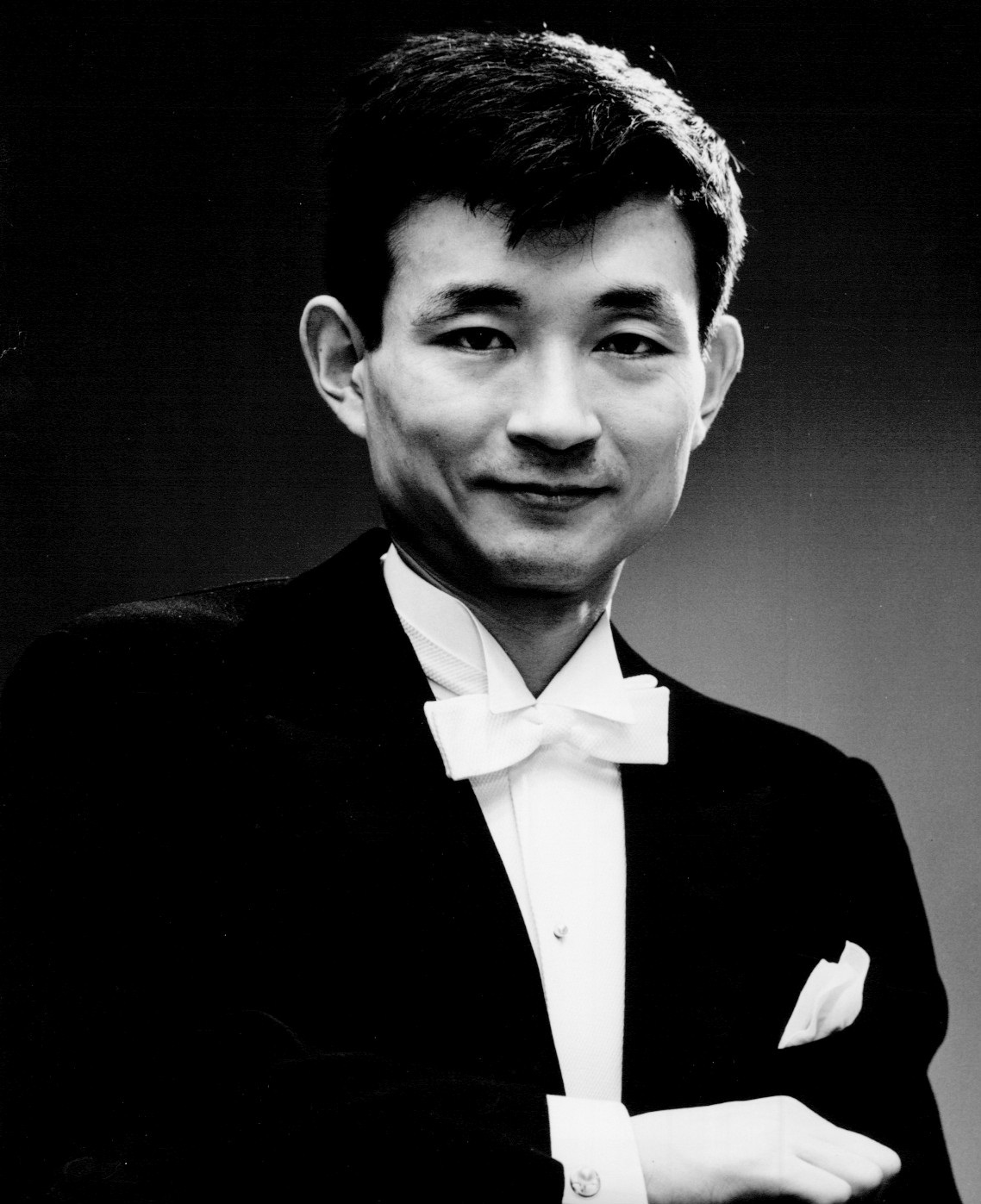
Le chef Seiji Ozawa (en 1963)

Les pièces suivies d'un astérisque (*) sont jouées pour la première fois

### Première partie
1. Johann Strauss II : Zivio! Marsch, marche, op. 456*
2. Johann Strauss II : Carnevals-Botschafter, valse, op. 270
3. Josef Strauss : Die Schwätzerin, polka-mazurka, op. 144
4. Johann Strauss II : Künstlerleben, valse, op. 316
5. Johann Strauss : Beliebte Annen-Polka, polka, op. 137
6. Josef Strauss : Vorwärts!, polka rapide, op. 127

### Deuxième partie
1. Johann Strauss II : ouverture de l'opérette Die Fledermaus
2. Josef Strauss : Arm in Arm, polka-mazurka, op. 215
3. Josef Strauss : Aquarellen, valse, op. 258
4. Josef Strauss : Die Libelle, polka-mazurka, op. 204
5. Josef Strauss : Plappermäulchen, polka rapide, op. 245
6. Johann Strauss II : Perpetuum mobile. Ein musikalischer Scherz, scherzo, op. 257
7. Josef Hellmesberger II : Danse diabolique
8. Johann Strauss II : Elisen-Polka, polka française, op. 151*
9. Johann Strauss II : Wiener Blut, valse, op. 354
10. Johann Strauss II : Tik-Tak, polka rapide, op. 365

### Rappels
1. Josef Strauss : Im Fluge, polka rapide, op. 230
2. Johann Strauss II : An der schönen blauen Donau, valse, op. 314
3. Johann Strauss : Marche de Radetzky, marche, op. 228